# Lumbago
Lumbago, ook wel lumbalgie; uit het Latijn lumbus (lende), in het Grieks  ἄλγος [algos] (pijn) spit of in Vlaanderen soms ook een verschot, is een vorm van lage rugpijn die soms kan uitstralen naar de billen, de dijen en de benen, maar niet tot onder de knie. Gebeurt dat wel dan is het mogelijk ischias of hernia. Soms wordt rugpijn door specifieke behandelbare ziekten veroorzaakt.
Lumbago kan vergezeld gaan van andere symptomen als rugstijfheid (pijn en strakheid bij bewegen van de wervelkolom).
De behandeling van een lumbago bestaat uit pijnstilling, in beweging blijven en fysiotherapie. De oorzaak van lumbago kan een verkeerde lichaamshouding zijn; het wordt door een podoloog (België)/podotherapeut (Nederland) dan wel met steunzolen aangepakt. De symptomen (pijn) kunnen hierdoor verminderen.
Bedrust vertraagt de genezing.